# RB VCARB 01
La RB VCARB 01 è una monoposto di Formula 1 costruita dalla RB per partecipare al campionato mondiale di Formula 1 2024.
La vettura è stata presentata il 9 febbraio 2024.

## Livrea
Dopo il cambio di denominazione della squadra di Faenza, viene rivisitata anche la livrea, che adotta una colorazione che richiama quella delle ultime vetture del costruttore che hanno corso con denominazione di Toro Rosso. La VCARB 01 è, difatti, prevalentemente blu e presenta in bianco bordate di rosso delle fasce lungo la fiancata e sul muso, oltrché sugli elementi superiori degli alettoni.
Sono preponderanti i loghi di Visa e Cash App, i nuovi title sponsor della scuderia, e di cui le iniziali danno il nome al modello.
Per i Gran Premi di Miami e Las Vegas la VCARB 01 adotta due livree speciali per pubblicizzare due carte di debito del circuito Visa, cui si ispirano i disegni. A Miami viene decorata con un disegno camaleonte, mentre a Las Vegas con uno brillantato.
Per il Gran Premio di Singapore la VCARB 01 corre una livrea speciale realizzata in collaborazione con l'azienda di moda Hugo Boss, sponsor della squadra. La monoposto viene adornata con una trama di denim, a ricordare dei jeans, e sulle pance con una riproduzione di una cerniera lampo che si apre verso la parte inferiore posteriore del cofano motore.

## Carriera agonistica

### Stagione
La line-up piloti vede la conferma del duo formato  da Daniel Ricciardo e da Yūki Tsunoda.
Rispetto alla scorsa stagione la vettura si dimostra molto più competitiva raggiungendo con costanza la zona punti portando il team faentino a raggiungere la sesta posizione nel campionato costruttori alla pausa estiva. Dopo il Gran Premio di Singapore viene annunciato il licenziamento di Daniel Ricciardo che viene sostituito da Liam Lawson. Il team non riesce a confermare il sesto posto, venendo superato da Alpine e Haas chiudendo all'ottavo posto nei costruttori, totalizzando 46 punti.

## Piloti
| Piloti ufficiali         | Piloti ufficiali | Piloti ufficiali |
| Nazione                  | Nome             | Numero           |
| ------------------------ | ---------------- | ---------------- |
| Australia (bandiera)     | Daniel Ricciardo | 3                |
| Nuova Zelanda (bandiera) | Liam Lawson      | 30               |
| Giappone (bandiera)      | Yūki Tsunoda     | 22               |
| Piloti di riserva        |                  |                  |
| Nazione                  | Nome             | Numero           |
| Nuova Zelanda (bandiera) | Liam Lawson      | 30               |
| Giappone (bandiera)      | Ayumu Iwasa      | 40               |

## Risultati in Formula 1
| Anno | Team | Motore     | Gomme | Piloti    |    |    |    |     |     |     |    |    |    |    |    |    |    |    |    |     |     |    |    |     |   |    |    |     | Punti | Pos. |
| ---- | ---- | ---------- | ----- | --------- | -- | -- | -- | --- | --- | --- | -- | -- | -- | -- | -- | -- | -- | -- | -- | --- | --- | -- | -- | --- | - | -- | -- | --- | ----- | ---- |
| 2024 | RB   | Honda RBPT | P     | Ricciardo | 13 | 16 | 12 | Rit | Rit | 154 | 13 | 12 | 8  | 15 | 9  | 13 | 12 | 10 | 12 | 13  | 13  | 18 |    |     |   |    |    |     | 46    | 8º   |
| 2024 | RB   | Honda RBPT | P     | Lawson    |    |    |    |     |     |     |    |    |    |    |    |    |    |    |    |     |     |    | 9  | 16  | 9 | 16 | 14 | 17* | 46    | 8º   |
| 2024 | RB   | Honda RBPT | P     | Tsunoda   | 14 | 15 | 7  | 10  | Rit | 78  | 10 | 8  | 14 | 19 | 14 | 10 | 9  | 16 | 17 | Rit | Rit | 12 | 14 | Rit | 7 | 9  | 13 | 12  | 46    | 8º   |

| Legenda | 1º posto     | 2º posto | 3º posto    | A punti         | Senza punti/Non class.  | Grassetto – Pole position Corsivo – Giro più veloce Apice – Risultato Sprint (A punti) |
| Legenda | Squalificato | Ritirato | Non partito | Non qualificato | Solo prove/Terzo pilota | Grassetto – Pole position Corsivo – Giro più veloce Apice – Risultato Sprint (A punti) |

* – Indica il pilota ritirato ma ugualmente classificato avendo coperto, come previsto dal regolamento, almeno il 90% della distanza di gara.